# Товариство імені митрополита Петра Могили
Товариство імені митрополита Петра Могили — релігійне товариство у місті Луцьк, що існувало протягом 1931–1939 років.

## Історія
Товариство імені митрополита Петра Могили засноване 1931 в Луцьку з метою поширення релігійної освіти і православної свідомості на засадах соборноправності давньої Української Церкви та назване на честь митрополита Петра Могили.
Припинило свою діяльність у 1939 році з окупацією частинами РСЧА Волині.

## Склад
Головою товариства були: Сергій Тимошенко і Михайло Ханенко; генеральними секретарями — І. Власовський і Євген Богуславський.
Від грудня 1931 р. у складі управи товариства — Кобрин Михайло Петрович.

## Видання
- «За соборність» (ред. І. Власовський);
- релігійний місячник для народу «Шлях» (ред. Є. Богуславський);
- переклади на живу українську мову: «Чини Требника», «Літургія св. Іоана Золотоустого», «Малий Октоїх», «Акафісти», «Малий Богогласник», «Молитовник» та інші.